# Elmar Lichtenegger
Elmar Lichtenegger, född 25 maj 1974, är en friidrottare från Österrike. Han deltog vid olympiska sommarspelen 1996 och olympiska sommarspelen 2000.